# National Taipei University of Technology
National Taipei University of Technology (NTUT, Taipei Tech; kinesiska: 國立臺北科技大學) , är ett statligt universitet i Taipei, Taiwan.